# Aaahh!!! Real Monsters (videogioco)
Aaahh!! Real Monsters è un videogioco a piattaforme arcade sviluppato per Sega Mega Drive/Genesis e SNES, trasposizione virtuale del cartone animato statunitense omonimo trasmesso su Nickelodeon.

## Modalità di gioco
I tre protagonisti manovrabili sono Ickis, Oblina e Krumm e il loro obiettivo principale e superare l'Esame Intermedio dei Mostri all'Accademia Mostruosa. Ci sono vari ambienti esplorabili in cui collezionare appositi oggetti e spaventare specifiche persone verso i quali si è indirizzati
I personaggi cominciano la partita dalle fogne per poi risalire sin il mondo umano. Si possono intercambiare i personaggi, dato che ognuno di essi dispone di diverse abilità per combattere o risolvere enigmi vari. I mostri possono anche effettuare attacchi combinati o mosse particolari per raggiungere luoghi altrimenti inarrivabili. I personaggi usano come arma basilare i rifiuti, ammassabili in forma di palla che si può lanciare contro i nemici. Collezionare i sacchi di spazzatura permette di utilizzare le scaglie di pesce, assai più potenti. Collezionare i "manuali dei mostri" permette ai personaggi di "spaventare" ogni nemico sullo schermo, oppure danneggiare pesantemente un boss.
Ogni mostro spaventa in base alla propria personalità, come viene mostrato frequentemente nel cartone animato - esempio, Oblina rimuove spazzatura dalla propria pancia e lingua, mentre Ickis s'ingigantisce. Per vincere il gioco, bisogna terminare tutti i livelli con tutti gli oggetti nascosti trovati.
Durante ogni livello, il Gromble compare accanto al proiettore, mostrando il nome del livello successivo ed è possibile comandarlo brevemente durante quest'intervallo.
Ci sono alcuni dialoghi doppiati, desumibilmente dalla serie: il Gromble parla al proiettore e i personaggi parlano dopo aver accusato un colpo o dopo aver spaventato qualcuno.